# RocketDock
RocketDock è un dock, ovvero un software in grado di raccogliere collegamenti a file, applicazioni e ad estensioni del programma. RocketDock è uno dei pochi software per Windows che riproducono le caratteristiche del Dock di macOS. RocketDock è sviluppato da CrystalXP, una Software House specializzata in personalizzazione del Sistema operativo. RocketDock attualmente è disponibile solo per Microsoft Windows e ReactOS. Secondo le classifiche di Alexa si trova alla posizione numero 30,006 dei siti globali.
RocketDock di default si avvia nella fase di Startup con il sistema operativo, ma è possibile disattivare questa funzione nel menù delle impostazioni. È possibile aggiungere icone alla barra semplicemente trascinando un collegamento di Windows o un file o anche un'applicazione nella zona coperta dalla barra. Per spostare un'applicazione è sufficiente trascinarla in un'altra zona coperta dalla barra mentre per effettuare la cancellazione di un launcher (parola inglese che definisce un collegamento nelle applicazioni desktop) è altresì sufficiente trascinare l'icona in questione in una zona non coperta dalla barra.